# Long Train Runnin'
"Long Train Runnin'" là ca khúc của ban nhạc The Doobie Brothers, sáng tác bởi trưởng nhóm Tom Johnston. Ca khúc nằm trong album The Captain and Me (1973) của ban nhạc, lọt vào top 10 của Billboard Hot 100 với vị trí cao nhất là số 8. Nhan đề đôi lúc được ghi là "Long Train Runnin' (Without Love)" do cụm từ "without love" được lặp lại nhiều lần xuyên suốt nội dung ca khúc.
Ca khúc sau này được hát lại bởi ban nhạc người Ý Traks vào năm 1982 và ban nhạc nữ người Anh Bananarama vào năm 1991. Năm 1993, ấn bản của The Doobie Brothers được remix và được tái xếp hạng tại vài quốc gia.

## Thành phần tham gia sản xuất
- Tom Johnston – guitar acoustic, harmonica, hát chính.
- Patrick Simmons – guitar điện và acoustic, hát bè.
- Tiran Porter – bass, hát bè.
- Michael Hossack – trống.
- John Hartman – định âm, hát bè.

## Xếp hạng
| Bảng xếp hạng (1973)                            | Vị trí cao nhất |
| ----------------------------------------------- | --------------- |
| Australia (Kent Music Report)                   | 58              |
| Canada (CHUM)                                   | 5               |
| Canada Adult Contemporary (RPM)                 | 20              |
| Canada Top Singles (RPM)                        | 8               |
| Trường songid là BẮT BUỘC CHO BẢNG XẾP HẠNG ĐỨC | 64              |
| Italy (FIMI)                                    | 22              |
| Hà Lan (Dutch Top 40)                           | 12              |
| Hà Lan (Single Top 100)                         | 10              |
| South Africa (Springbok Radio)                  | 11              |
| US Billboard Hot 100                            | 8               |

| Bảng xếp hạng (1993–94)       | Vị trí cao nhất |
| ----------------------------- | --------------- |
| Australia (ARIA Charts)       | 67              |
| Bỉ (Ultratop 50 Flanders)     | 32              |
| Belgium (VRT Top 30 Flanders) | 23              |
| Ireland (IRMA)                | 14              |
| Poland (LP3)                  | 33              |
| Anh Quốc (OCC)                | 7               |

| Bảng xếp hạng (2011) | Vị trí cao nhất |
| -------------------- | --------------- |
| Pháp (SNEP)          | 91              |

| Bảng xếp hạng (2013) | Vị trí cao nhất |
| -------------------- | --------------- |
| Pháp (SNEP)          | 104             |